# Hurlers Cross
Hurlers Cross  (Crois na hIomána) est un petit village du Comté de Clare, en Irlande. 

Il est situé près de la ville de Shannon, à 6 km de Sixmilebridge et de Newmarket-on-Fergus. Il dépend de la paroisse de Newmarket-on-Fergus.

## Toponymie
Le nom du village vient du croisement de trois routes : une qui vient d'Ennis (et plus loin Shannon), une vers Limerick et la dernière vers Sixmilebridge.
La dernière est désormais fermée, à l'extrémité ouest du village, à la suite de l'ouverture d'une route  de contournement à deux voies desservant l'accès à Limerick  et à Ennis, ce qui a fait disparaître le trafic intense qui caractérisait autrefois Hurlers Cross.[citation nécessaire]